# Maestro Theodoric

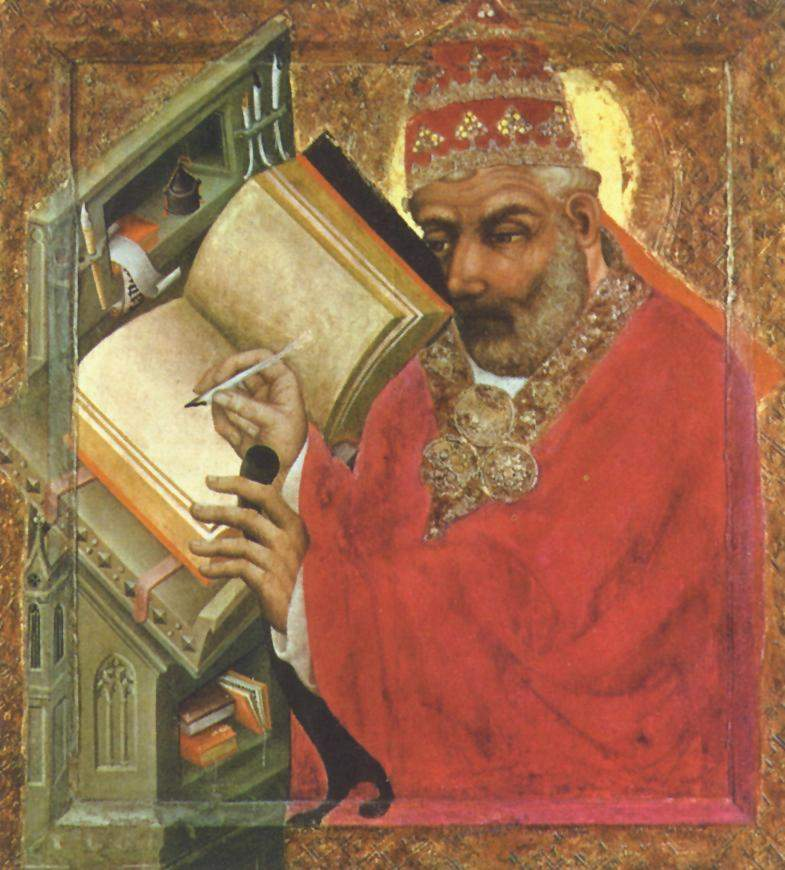
San Gregorio, del Maestro Theodoric, h. 1360-1365 (de la Capilla de la Santa Cruz, Castillo de Karlštejn, pintura al temple sobre madera 115 × 105, Galería Nacional de Praga.

Maestro Theodoric (también Theodoricus de Praga, Dittrich, Dětřich o Jetřich) (documentado entre 1359 y 1368, muerto en 1381), fue un pintor de la corte del emperador Carlos IV. Es el primer pintor bohemio cuyo nombre puede asociarse a una serie de obras determinadas.

## Vida
Aunque el pintor dejó varias obras a las generaciones futuras, se sabe poco de su vida. No se sabe nada de su origen o su formación. Se considera que está influido por el arte italiano y bohemio, aunque determinadas características de su obra recuerdan a los pintores del sur de Alemania. La primera mención es en 1359, cuando se estableció como pintor de corte en Praga y se convirtió en propietario de una casa en Hradschin. Se le llama Magister Theodoricus. Otro documento lo menciona en 1365. En él se le llama Theodoricus de Praga y se menciona que era primus magister, presidente de la guilda de pintores. 
Más tarde se le menciona en un documento de 1367, en el que se exonera de pagar impuestos por una de sus propiedades, indicándose en el mismo que Theodoric ha creado «solemnes pinturas de gran valor artístico» y ha decorado la capilla «con originalidad (también en sentido técnico) y destreza». En estos años debió ser el pintor más apreciado por el emperador y el más destacado de Bohemia.

## Obras
Probablemente pintó sus primeras obras en el palacio real en Praga. Se considera que su obra maestra, por la que actualmente es conocido, es la capilla de la Santa Cruz del castillo de Karlštejn, recientemente erigido por Carlos IV cerca de Praga. Se le atribuyen 129 dibujos góticos. También se considera obra suya el retrato del arzobispo de Praga Johann Očko von Wlašim, en el cual está representado Carlos IV arrodillado. La perfección y las finas pinceladas eran insólitas para la época. Particularmente, las caras de las personas representadas se apartan de los modelos plásticos góticos. De él o de su entorno es una Crucifixión datada hacia 1370, del monasterio de Emaús (Na Slovanech, Praga) actualmente en la Galería Nacional de Praga.
En sus obras se unifican diversas influencias del arte gótico: italianas, del sur de Alemania, bohemio y bizantino.